# Nu Leonis
Désignations
Nu Leonis (en abrégé ν Leo) est une étoile binaire de la constellation zodiacale du Lion. Elle est faiblement visible à l'œil nu avec une magnitude apparente de 5,26. Située à 0,05 degré au nord de l'écliptique, elle peut être occultée par la Lune ou par les planètes. D'après la mesure de sa parallaxe annuelle par le satellite Gaia, l'étoile est distante d'environ ∼ 463 a.l. (∼ 142 pc) de la Terre. Elle s'éloigne du Système solaire à une vitesse radiale d'environ +14 km/s. À cette distance, sa magnitude visuelle est diminuée de 0,33 en raison de l'extinction créée par la poussière interstellaire.
Nu Leonis est une binaire spectroscopique à raies simples avec une période orbitale de 137,3 jours et avec une excentricité de 0,7. Sa composante visible est une étoile sous-géante bleu-blanc de type spectral B6 IV. Elle est estimée être 3,37 fois plus massive que le Soleil et son rayon est 2,3 fois plus grand que le rayon solaire. Elle est 244 fois plus lumineuse que le Soleil et sa température de surface est de 9 552 K. L'étoile tourne sur elle-même à une vitesse de rotation projetée modérée de 100 km/s. On ne sait que peu de choses sur le compagnon.